# Ziadiyah
Ziadiyah (tiếng Ả Rập: زيادية, đã Latinh hoá: az-Ziyādīyah) là một thị trấn ở phía bắc tỉnh Aleppo, tây bắc Syria. Nó nằm trên đồng bằng Queiq, giữa Akhtarin và al-Rai, khoảng 40 kilômét (25 mi)  phía đông bắc thành phố Aleppo và 10 km (6,2 mi) phía nam biên giới với tỉnh Kilis của Thổ Nhĩ Kỳ.
Về mặt hành chính, thị trấn thuộc về Nahiya Akhtarin ở quận A'zaz. Các địa phương lân cận bao gồm Ghurur 1 km (0,62 mi) về phía đông, và Turkman Bareh 4 km (2,5 mi) về phía tây nam. Trong cuộc điều tra dân số năm 2004, Ziadiyah có dân số 3.576 người.